# Yang Ji-hui
Yang Ji-hui (양지희?; 25 ottobre 1984) è un'ex cestista sudcoreana.

## Carriera
Con la Corea del Sud ha disputato due edizioni dei Campionati asiatici (2013, 2015).